# Partido Democrático (Corea del Sur, 1955)
El Partido Democrático (en coreano: 민주당; Minju Dang) o simplemente DP fue un partido político de Corea del Sur, principal partido de oposición durante el régimen autoritario de Syngman Rhee, y posteriormente partido del gobierno de la Segunda República, en la que estableció un gobierno democrático y parlamentario, hasta su derrocamiento en un sangriento golpe de Estado el 16 de mayo de 1961.

## Historia
El partido se estableció el 18 de septiembre de 1955, por 60 diputados disidentes al gobierno. A pesar de ser un movimiento prodemocracia, era absolutamente conservador, ya que estaba formado por miembros del Partido Liberal del régimen que no aprobaban el autoritarismo de Rhee, por lo que no admitía políticos de izquierda. En 1960, el partido encabezó la Revolución de abril que puso fin al régimen de Rhee e inauguró el primer período democrático del país, como una república parlamentaria. Tras dirigir un corto gobierno provisional, el DP obtuvo una aplastante victoria electoral en las primeras elecciones, y Yun Bo-seon fue elegido Presidente, mientras que Heo Jeong se convirtió en Primer ministro.
Sin embargo, después de menos de un año en el poder, el gobierno del DP fue derrocado en el golpe del 16 de mayo de 1961, y el partido cesó sus actividades. Sin embargo, cuando la democracia fue reintroducida en 1963, el partido se reconstituyó. En las elecciones legislativas, obtuvo solo 13 escaños, unificándose luego con el Partido de los Derechos Civiles para formar el Nuevo Partido Democrático.

## Resultados electorales

### Elecciones presidenciales
| Año         | Candidato   | Votos | Porcentaje       | Resultado |
| ----------- | ----------- | ----- | ---------------- | --------- |
| agosto 1960 | Yun Bo-seon | 208   | \| \| 82.20 % \| | Electo    |
|             | 82.20 %     |       |                  |           |

### Elecciones parlamentarias
|  | 33.99 % |

|  | 41.70 % |

|  | 13.60 % |